# Eternal Devastation
Eternal Devastation drugi je studijski album njemačkog thrash metal sastava Destruction. Album je objavljen 12. srpnja 1986. godine, a objavila ga je diskografska kuća Steamhammer.
Za razliku od prijašnjih albuma Sentence of Death i Infernal Overkill, na kojima se čuo snažan utjecaj tadašnjeg black metala, na ovom je albumu grupa skoro u potpunosti napustila te elemente i posvetila se thrash metalu.
Smatra se jednim od najvažnijih i najutjecajnijih thrash metal albuma.

## Popis pjesama
Tekstovi i glazba: Destruction. 
| 1. | »Curse the Gods«     | 6:02 |
| 2. | »Confound Games«     | 4:29 |
| 3. | »Life Without Sense« | 6:24 |

| Strana B | Strana B                              | Strana B | Strana B | Strana B | Strana B | Strana B | Strana B | Strana B | Strana B |
| Br.      | Skladba                               | Trajanje |          |          |          |          |          |          |          |
| -------- | ------------------------------------- | -------- | -------- | -------- | -------- | -------- | -------- | -------- | -------- |
| 4.       | »United by Hatred«                    | 5:04     |          |          |          |          |          |          |          |
| 5.       | »Eternal Ban«                         | 3:41     |          |          |          |          |          |          |          |
| 6.       | »Upcoming Devastation« (instrumental) | 4:06     |          |          |          |          |          |          |          |
| 7.       | »Confused Mind«                       | 6:06     |          |          |          |          |          |          |          |
| 35:52    |                                       |          |          |          |          |          |          |          |          |

## Zasluge
Destruction
- Schmier – bas-gitara, vokali
- Mike Sifringer – gitara
- Tommy Sandmann – bubnjevi

Ostalo osoblje
- Becker Derouet – ilustracije
- Intervision – fotografija
- Joachim Peters – fotografija
- Sebastian Krüger – omot albuma
- Manfred Neuner – produkcija, inženjer zvuka, miksanje
- Bernd Steinwedel – mastering